# Travel Magazine
Travel Magazine je časopis iz Beograda o turizmu i putovanjima. Časopis izlazi od februara 2000. godine, svakog meseca, osim jednom godišnje kada izlazi dvobroj. U početku, tiraž časopisa je iznosio 3.000 primeraka,a trenutni redovni tiraž je 10.000 primeraka. Direktor i glavni i odgovorni urednik časopisa je Zoran Đukanović.
Travel Magazine časopis je, pored standardnih predstavljanja destinacija i zvanični promoter Tajlanda za Srbiju. Magazin redovno učestvuje na domaćim sajmovima turizma i povremeno na sajmovima u inostranstvu, kao član ITTFA (International Tourism Trade Fairs Association). 

### Spoljašnje veze
Travel Magazine - službena Internet prezentacija.